# Lieselotte Klose
Lieselotte Klose (geb. Behrendt; * 6. Juni 1918 in Magdeburg; † 24. April 2010 ebenda) war eine deutsche Malerin. 1948 nahm sie als Gast bei der Gründungsveranstaltung der Künstlervereinigung Dalbe teil.

## Leben
Lieselotte Behrendt wuchs in Magdeburg auf. Auf Wunsch ihrer Eltern absolvierte sie zunächst eine Ausbildung zur Stenotypistin, bevor sie sich ausgiebig ihrer Leidenschaft, der Malerei, widmen konnte. Neben ihrer Tätigkeit in einem Büro nahm sie ab ihrem 16. Lebensjahr Privatunterricht bei der Aquarellistin Mathilde Fabricius. Den Beginn des Zweiten Weltkrieges erlebte sie in Berlin, wo sie von den Professoren Max Kaus und Hans Orlowski an der Kunstgewerbe- und Handwerkerschule in Charlottenburg unterrichtet wurde. Aufgrund der 1940 beginnenden Bombardierungen verließ sie die Stadt und zog nach Weimar. Hier studierte sie an der Hochschule für Bau und Bildende Kunst bei Hugo Gugg. Noch während des Krieges kehrte sie nach Magdeburg zurück und wurde für die Kriegswirtschaft in einer Maschinenfabrik dienstverpflichtet.
In der Zeit des Nationalsozialismus war Lieselotte Klose obligatorisch Mitglied der Reichskammer der bildenden Künste. Erstmalig konnte sie 1940 drei ihrer Aquarelle auf der Ausstellung „Junges Kunstschaffen der Gaue Halle-Merseburg, Magdeburg-Anhalt und Thüringen“ ausstellen. 1942 stellte sie zwei Aquarelle sowie 1943 erneut zwei Aquarelle auf den Kunstausstellungen des Gaues Magdeburg-Anhalt in Magdeburg und Dessau aus.
Auf der ersten Kunstausstellung nach Ende des Zweiten Weltkrieges 1946 in Magdeburg, organisiert vom Kulturbund zur demokratischen Erneuerung Deutschlands für seine Mitglieder, stellte sie vier Aquarelle aus. Ein Bild porträtierte ihre Freundin Milli Freytag-Schrauth. In der gleichen Ausstellung wurde eine Maske, die Lieselotte Behrendt-Klose darstellt, von Milli Freytag-Schrauth ausgestellt.
Diese Freundschaft und gegenseitige künstlerische Darstellung wurde in der SED-Zeitung „Die Freiheit“ besonders hervorgehoben.
1947 heiratete sie den Ingenieur Otto Klose, der als Antifaschist im Widerstand gekämpft hatte. 1948 war Lieselotte Klose zusammen mit ihrem Ehemann, Katharina Heise, Arno Meng und anderen Künstlern der Region einer der Gäste am Tag der Gründung der Magdeburger Künstlervereinigung Dalbe. Ihre Unterschrift als Lieselotte Behrendt-Klose findet sich auf der Gästeliste der Gründungsurkunde der Künstlergruppe. Lieselotte Klose war bis 1990 Mitglied des Verbands Bildender Künstler der DDR.
Zumindest in der Zeit um 1950 lebte sie im Goldschmidtring 14 im Magdeburger Stadtteil Stadtfeld Ost. 1996 wohnte sie, bis zu ihrem Umzug in ein Pflegeheim, im Birkenweg 36 im Magdeburger Stadtteil Hopfengarten. Sie starb in einem Pflegeheim.
Stilistisch ist Lieselotte Kloses Werk geprägt von Emil Nolde, dessen Arbeiten sie sehr schätzte. Klose malte und zeichnete, was sie als schön empfand. Ob Mohnblumen, Landschaften an der Küste oder Porträts von Nachbarn und Kollegen; „Sie rief mit ihren Bildern das Leben in die Welt“. Sie selbst sagte über ihre Arbeiten: „Ich zeige den Menschen, wofür sich unser Leben lohnt. Ich helfe ihnen, die einfache Schönheit wahrzunehmen. Durch meinen Blick.“

## Ehrungen
- 1985: Verdienstmedaille der DDR
- 1986: Vaterländischer Verdienstorden in Bronze

## Werke (Auswahl)
- Sülldorf 1940 (Aquarell; ausgestellt 1940 auf der Ausstellung Junges Kunstschaffen der Gaue Halle-Merseburg, Magdeburg-Anhalt und Thüringen; Halle (Saale) Städtisches Moritzburg Museum)[16]
- Diesdorf I (Aquarell; ausgestellt 1940 auf der Ausstellung Junges Kunstschaffen der Gaue Halle-Merseburg, Magdeburg-Anhalt und Thüringen; Halle (Saale) Städtisches Moritzburg Museum)[16]
- Diesdorf II (Aquarell; ausgestellt 1940 auf der Ausstellung Junges Kunstschaffen der Gaue Halle-Merseburg, Magdeburg-Anhalt und Thüringen; Halle (Saale) Städtisches Moritzburg Museum)[16]
- Schneeschmelze (Aquarell; ausgestellt 1942 auf der Kunstausstellung des Gaues Magdeburg-Anhalt)[17]
- Bei Gerwisch (Aquarell; ausgestellt 1942 auf der Kunstausstellung des Gaues Magdeburg-Anhalt)[17]
- Abend an der Schrote (Aquarell; ausgestellt 1943 auf der Kunstausstellung des Gaues Magdeburg-Anhalt)[18]
- Am Zuwachs (Aquarell; ausgestellt 1943 auf der Kunstausstellung des Gaues Magdeburg-Anhalt)[18]
- Vorfrühling (Aquarell; ausgestellt auf der Kunstausstellung 1946 der Provinz Sachsen)[19]
- Winterabend (Aquarell; Postkarte des Kulturbundes Magdeburg 1946)

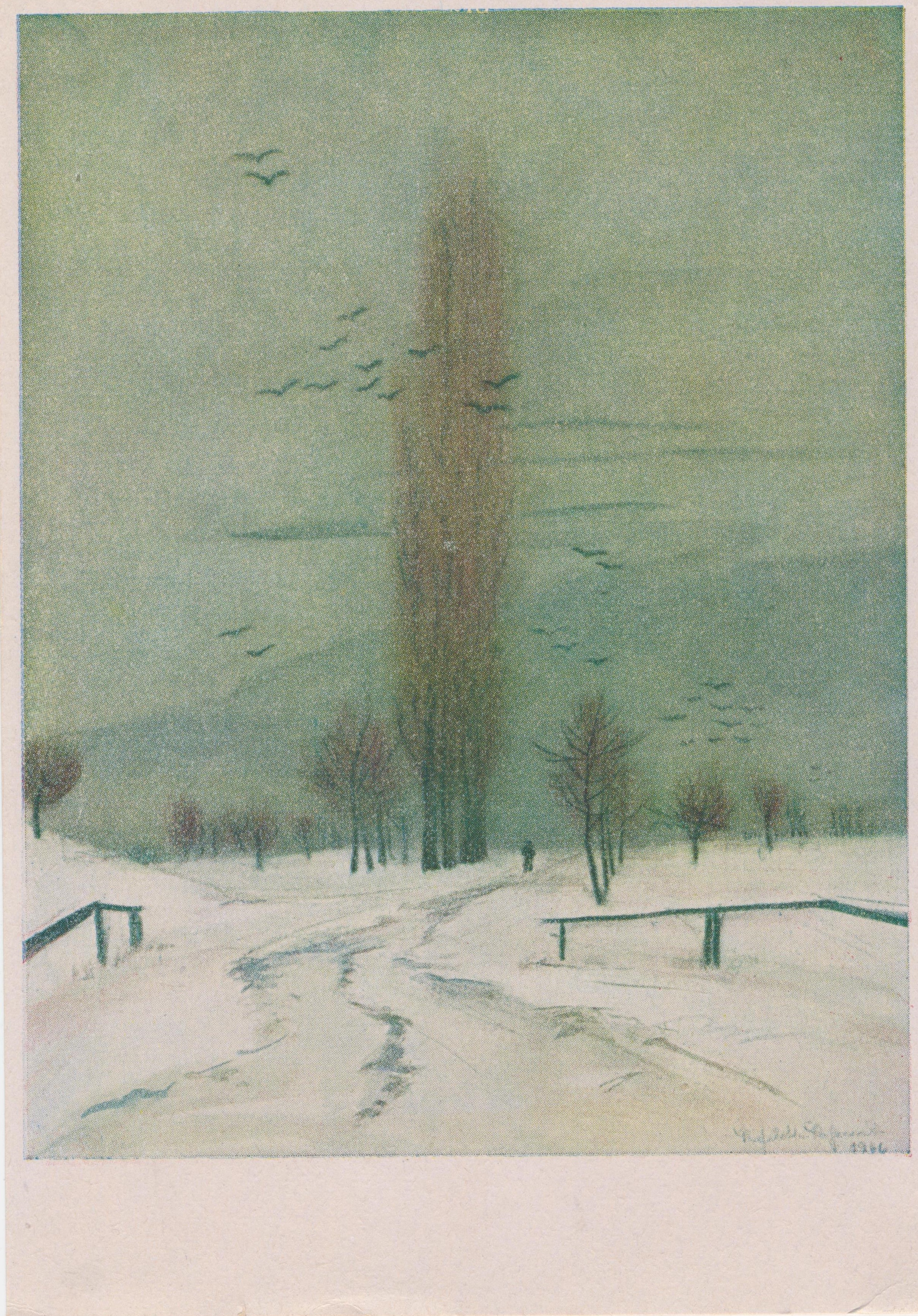
Winterabend Postkarte des Kulturbundes Magdeburg 1946
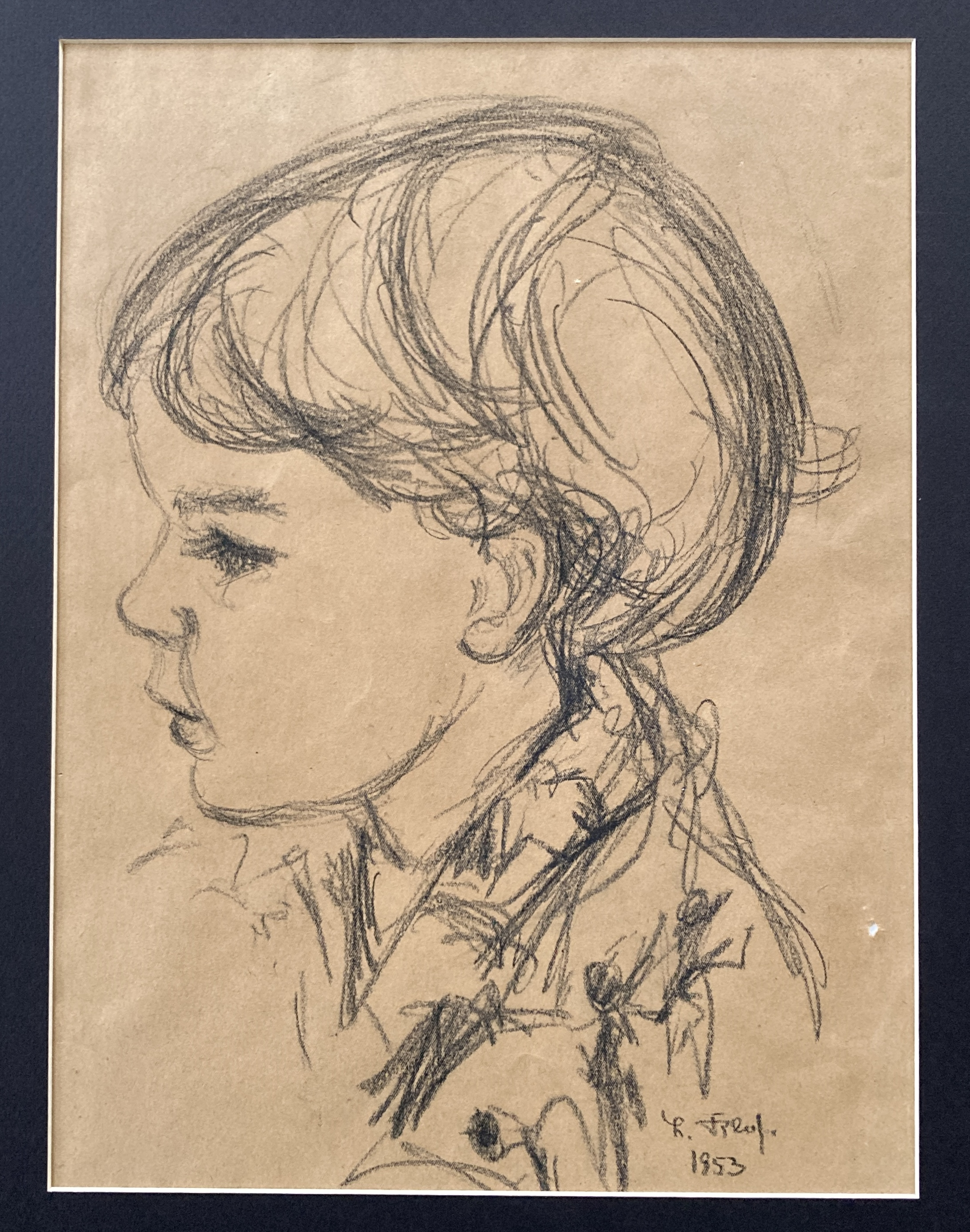
Bild des Sohnes von Milli Freytag-Schrauth 1953
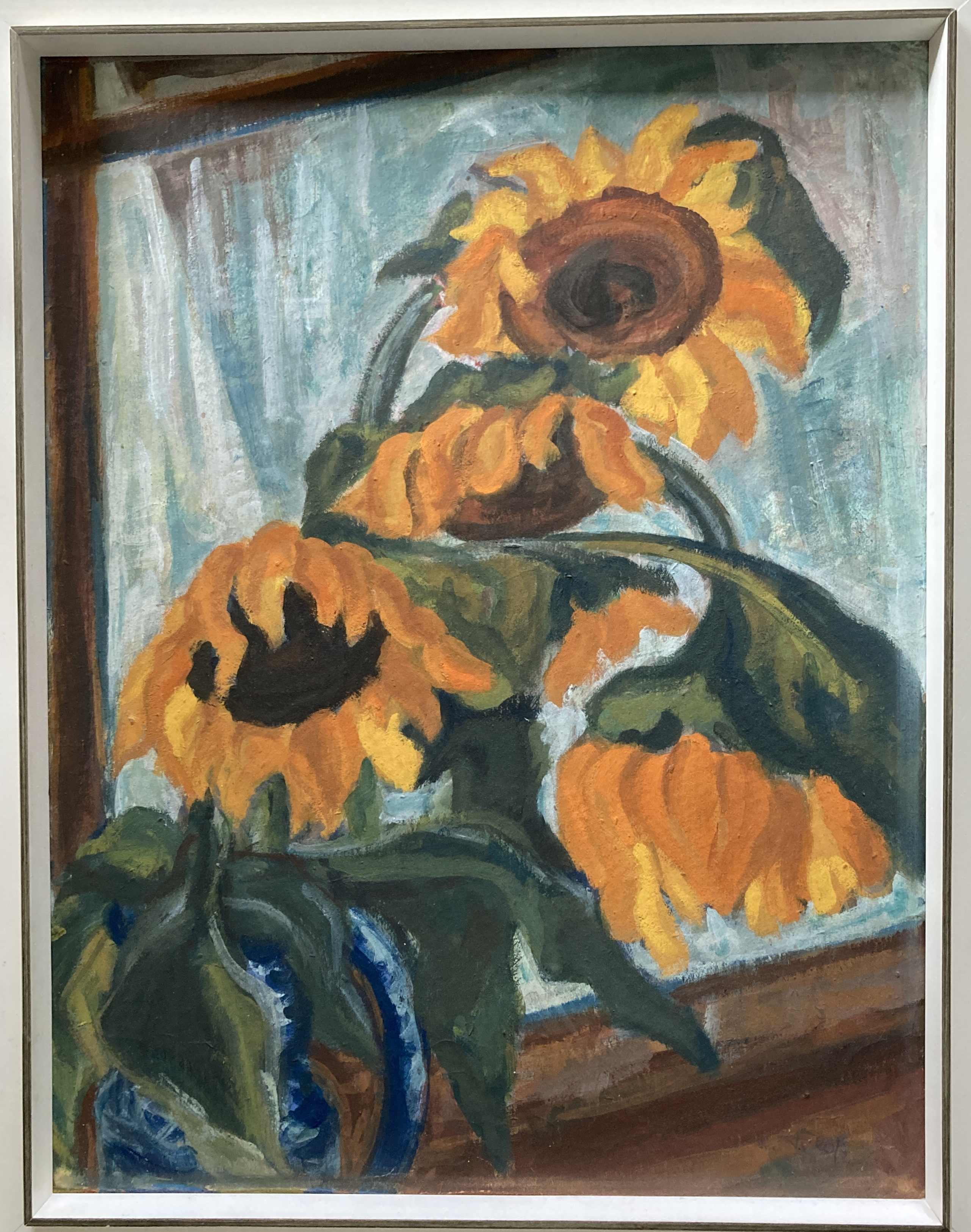
Sonnenblumen etwa von 1962
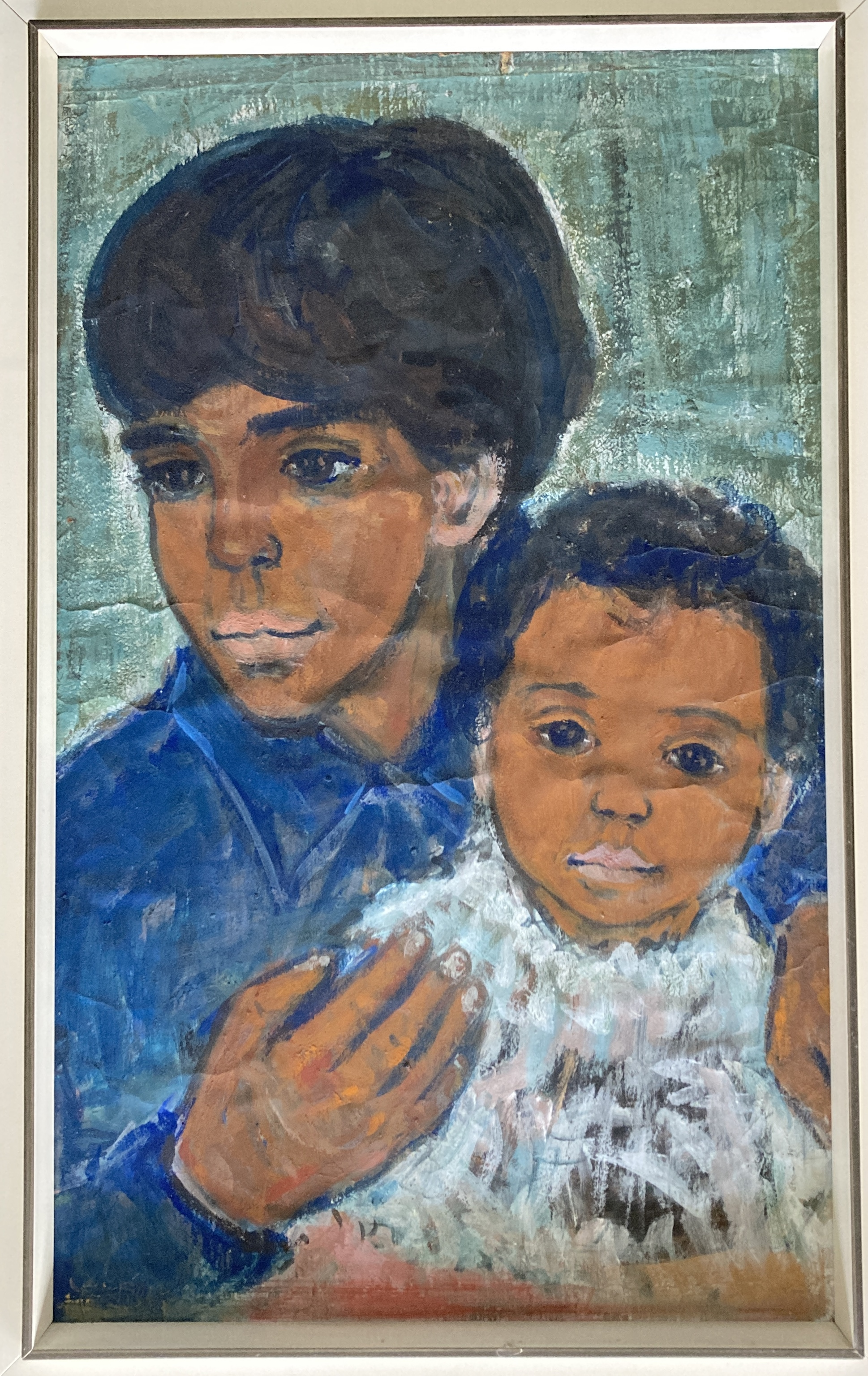
Zigeunerkinder II etwa von 1962

- Novemberstimmung an der Elbe (Öl; ausgestellt auf der Kunstausstellung 1946 der Provinz Sachsen)[20]
- Kinderzeichnung (Zeichnung; ausgestellt auf der Kunstausstellung 1946 der Provinz Sachsen)[21]
- Bildnis Freytag-Schrauth (Aquarell; ausgestellt 1946 auf der Ausstellung der bildenden Künstler des Bezirks Magdeburg)[22]
- Kinderbildnis (Aquarell; ausgestellt 1946 auf der Ausstellung der bildenden Künstler des Bezirks Magdeburg)[23]
- Landschaft (Aquarell; ausgestellt 1946 auf der Ausstellung der bildenden Künstler des Bezirks Magdeburg)[24]
- Abend in Althagen 1946 (Öl; ausgestellt 1965 Ausstellung 20 Jahre Bildende Kunst im Bezirk Magdeburg)[25]
- Ofen im Atelier 1946 (Tempera; ausgestellt 1965 Ausstellung 20 Jahre Bildende Kunst im Bezirk Magdeburg)[25]
- Dünen an der Ostsee (Aquarell, ausgestellt auf der Kunstausstellung 1947 Sachsen-Anhalt in Halle (Saale))[26]
- Novembernebel (Aquarell, ausgestellt auf der Kunstausstellung 1947 Sachsen-Anhalt in Halle (Saale))[26]
- Kähne am Meer (Aquarell, ausgestellt auf der Kunstausstellung 1947 Sachsen-Anhalt in Halle (Saale))[26]
- Nebel im Magdeburger Hafen (Tempera; ausgestellt 1948 auf der Grossen Kunstausstellung Sachsen-Anhalt in Halle (Saale) Moritzburg Museum)[27]
- Meerseite am Darß (Aquarell; ausgestellt 1948 auf der Grossen Kunstausstellung Sachsen-Anhalt in Halle (Saale) Moritzburg Museum)[28]
- Frohse 1948 (Tempera; ausgestellt 1965 Ausstellung 20 Jahre Bildende Kunst im Bezirk Magdeburg)[25]
- Bau der Wilhelm-Pieck-Brücke 1951 (Tempera; ausgestellt 1965 Ausstellung 20 Jahre Bildende Kunst im Bezirk Magdeburg)[25]
- Der Träger der Siegerfahne Paul Niederlehner (1952, Öltempera)[29][30]
- Schweißerin Hilde Lehmann (um 1952, Tempera)[31][30]
- 1. Mai in der Wilhelm-Pieck-Allee Magdeburg (Tempera; ausgestellt 1958/1959 auf der Vierten Deutschen Kunstausstellung)[32]
- Polytechnischer Unterricht (1959, Tempera; auf der Ausstellung "Frauenschaffen und Frauengestalten in der bildenden Kunst")
- Zigeunerkinder 1962 (Tempera; ausgestellt 1965 Ausstellung 20 Jahre Bildende Kunst im Bezirk Magdeburg)[25]
- Mario 1964 (Öl; ausgestellt 1965 Ausstellung 20 Jahre Bildende Kunst im Bezirk Magdeburg)[25]
- Bauerngehöft an der Küste auf Rügen (Mischtechnik)[33]
- Dünen auf Hiddensee (Mischtechnik)[34]

## Ausstellungen
- 1940: Halle (Saale), Junges Kunstschaffen der Gaue Halle-Merseburg, Magdeburg-Anhalt und Thüringen[35]
- 1942: Magdeburg und Dessau, Kunstausstellung des Gaues Magdeburg-Anhalt[36]
- 1943: Magdeburg und Dessau, Kunstausstellung des Gaues Magdeburg-Anhalt[37]
- 1946: Halle „Kunstausstellung 1946 der Provinz Sachsen“ Städtisches Museum in der Moritzburg[38]
- 1946: Magdeburg, Magdeburger Museen („Ausstellung der bildenden Künstler des Bezirks Magdeburg“)[39]
- 1947: Halle „Kunstausstellung 1947 Sachsen-Anhalt“ Städtisches Museum in der Moritzburg[40]
- 1948: Grosse Kunstausstellung Sachsen-Anhalt in Halle (Saale) im Städtischen Museum in der Moritzburg[41]
- 1958/1959: Dresden, Vierte Deutsche Kunstausstellung
- 1960: Berlin „Frauenschaffen und Frauengestalten in der bildenden Kunst. 50 Jahre Internationaler Frauentag.“)[42]
- 1965: 20 Jahre Bildende Kunst im Bezirk Magdeburg; Ausstellerin und Mitglied der Jury als Mitglied im  VBKD[43]
- 1974, 1979 und 1984: Magdeburg, Bezirkskunstausstellung
- 1969: Leipzig, Messehaus am Markt („Kunst und Sport“)
- 1981: Magdeburg, Kulturhistorisches Museum („Maler stellen aus“)
- 1987: Magdeburg („Handzeichnungen und Plastik“)